# Cocaine Blues
Cocaine Blues è un brano musicale composto da T. J. "Red" Arnall nel 1947, rielaborando la melodia dell'antico brano tradizionale Little Sadie. 

## Il brano

### Testo
Il testo della canzone narra la storia di un uomo di nome Willy Lee, che uccide la sua ragazza infedele trovandosi sotto l'effetto di alcol e droga. Scappa in Messico, ma viene raggiunto ed arrestato dalla polizia presso la città di Juarez. Alla fine Willy viene preso in custodia dallo sceriffo di Jericho Hill, processato e prontamente condannato a 99 anni di carcere da scontarsi nel Carcere di Folsom. La canzone termina con Willy che si rivolge implorante all'ascoltatore raccomandandogli di tenersi lontano da alcool e cocaina.

### Prime registrazioni
La canzone fu originariamente incisa dai Western Aces di W. A. Nichol (con "Red" Arnall alla voce) su etichetta S&G, probabilmente nel 1947, e successivamente da Roy Hogsed and the Rainbow Riders il 25 maggio 1947, agli studi Universal Recorders di Hollywood, California. La registrazione di Hogsed venne pubblicata dalla Coast Records (262) e dalla Capitol (40120), e la versione Capitol raggiunse la posizione numero 15 della classifica country statunitense nel 1948.

## Cover di Johnny Cash
Johnny Cash eseguì la canzone nel 1968 durante il suo celebre concerto nel carcere di Folsom. Egli sostituì nel testo le parole «C'mon you hypes... » in «C'mon you gotta listen unto me... », oltre ad utilizzare le parole allora scandalose: «I can't forget the day I shot that bad bitch down» ("Non posso scordare il giorno nel quale sparai a quella brutta puttana"). Infine, Cash alterò l'ultimo verso cantando «Lay off the whiskey... » al posto di «Drink all you want... » Durante la performance, che venne pubblicata senza censure dalla Columbia Records nel 1968 sull'album At Folsom Prison, si sente Cash tossire a più riprese; più avanti nel concerto, avrebbe detto che cantare Cocaine Blues gli aveva fatto quasi andare via la voce.
In precedenza, la canzone era stata inoltre inclusa nel suo album Now, There Was a Song! del 1960 ma con il titolo modificato in Transfusion Blues e con un testo leggermente censurato. Nel 1979, Cash avrebbe nuovamente inciso Cocaine Blues per il suo album Silver. In questa versione, pubblicata su singolo nel 1979, Cash scelse di non cantare la parola "bitch" ("puttana").

## Altre cover
- Woody Guthrie (1944)
- Hank Thompson (1959)
- Dave Van Ronk (1962)
- Hylo Brown (1963)
- Bob Dylan
- Jackson Browne
- Nick Drake
- George Thorogood and The Destroyers (1978)
- Uncle Tupelo (dal vivo 1988-93)
- Hank Williams III (1999)
- Joaquin Phoenix (2005)
- The Loved Ones (2008)
- Merle Haggard (2011)

## Varianti
La canzone di Arnall viene spesso accomunata alla Cocaine Blues composta ed incisa da Billy Hughes (sempre nel 1947). La musica è simile, tuttavia il testo varia considerevolmente rispetto a quello di Arnall, anche se segue la medesima storia. Per esempio, il protagonista della canzone di Hughes si chiama "Cocaine Kid", e non "Willy Lee", uccide la sua donna a Tulsa, viene arrestato a El Paso, e condannato a novantanove anni di carcere da scontarsi nel Penitenziario di Stato dell'Oklahoma (detto "Mac").